# Ngomedzap
Ngomedzap är en ort i Kamerun.   Den ligger i regionen Centrumregionen, i den södra delen av landet, 80 km sydväst om huvudstaden Yaoundé. Ngomedzap ligger 701 meter över havet och antalet invånare är 4 284.
Terrängen runt Ngomedzap är platt österut, men västerut är den kuperad. Trakten runt Ngomedzap är glesbefolkad, med 18 invånare per kvadratkilometer. Det finns inga andra samhällen i närheten. I omgivningarna runt Ngomedzap växer i huvudsak städsegrön lövskog.